# 35265 Takeosaitou
35265 Takeosaitou è un asteroide della fascia principale. Scoperto nel 1996, presenta un'orbita caratterizzata da un semiasse maggiore pari a 2,3064320 UA e da un'eccentricità di 0,1359509, inclinata di 6,55036° rispetto all'eclittica.